# كارل ك. أندرسون
كارل ك. أندرسون (بالإنجليزية: Carl C. Anderson)‏ هو سياسي أمريكي، ولد في 2 ديسمبر 1877 في بلوفتن في الولايات المتحدة، وتوفي في 1 أكتوبر 1912 في فوستوريا في الولايات المتحدة بسبب حادث مرور. حزبياً، نشط في الحزب الديمقراطي. وقد انتخب عضو مجلس النواب الأمريكي.